# Жига

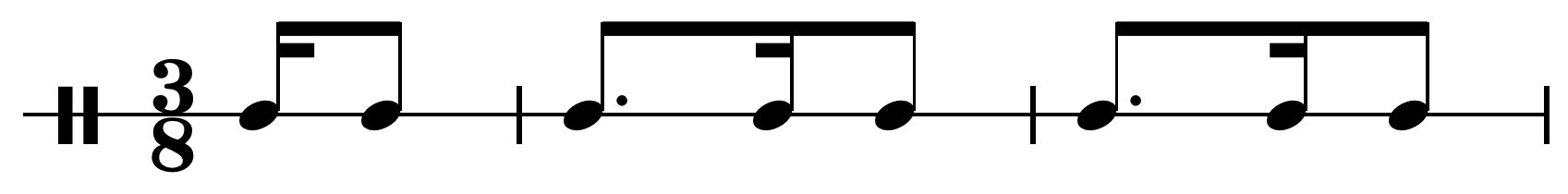
Ритм жиги.

Жи́га (итал. giga или фр. gigue /ʒiːɡ/) — английский танец, также танец моряков-пиратов,  быстрый барочный танец, произошёл от британской джиги. Распространился во Франции в середине XVII века и обычно исполнялся в конце сюиты. Жига, вероятно, никогда не была придворным танцем, но она часто исполнялась дворянами, и несколько придворных композиторов писали музыку для жиг. У жиги есть разновидность (канари);
Размер жиги обычно 3/8, 6/8, 6/4, 3/4, 9/8 или 12/8, хотя есть жиги написанные и в других размерах, к примеру жига из первой французской сюиты (BWV 812) Иоганна Себастьяна Баха, имеет размер 2/2.